# 布拉姆托
布拉姆托（法語：Brametot，法語發音：[bʁamto]）是法国滨海塞纳省的一个市镇，属于迪耶普区。

## 地理
布拉姆托（49°47'7"N, 0°52'1"E）面积3.21 平方千米，位于法国诺曼底大区滨海塞纳省，该省份为法国北部沿海省份，其西部及北部濒大西洋英吉利海峡，东起顺时针与索姆省、瓦兹省、厄尔省和卡爾瓦多斯省接壤。
与布拉姆托接壤的市镇（或旧市镇、城区）包括：欧蒂尼、布雷特维尔圣洛朗、康维尔双教堂村、科地区托克维尔、韦内唐维尔。

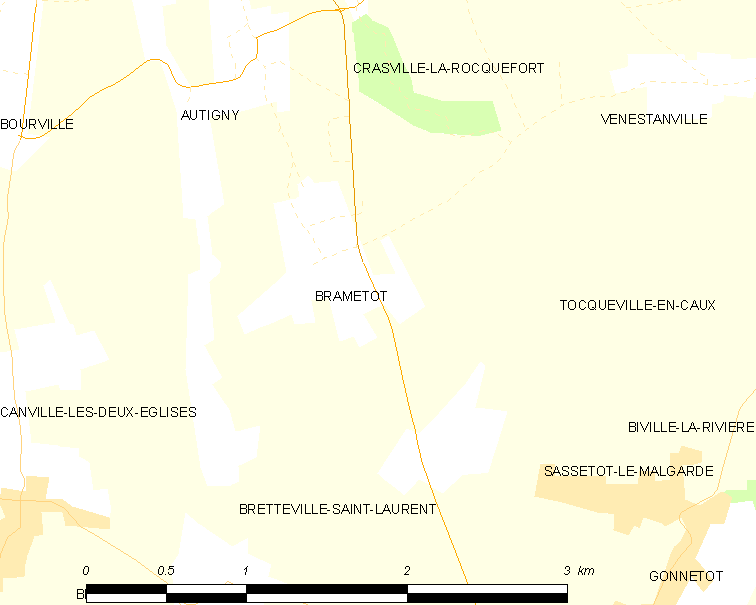
布拉姆托的OSM定位图

布拉姆托的时区为UTC+01:00、UTC+02:00（夏令时）。

## 行政
布拉姆托的邮政编码为76740，INSEE市镇编码为76140。

## 政治
布拉姆托所属的省级选区为科地区圣瓦勒里县。

## 人口

1962-2008年间布拉姆托人口变化图示

布拉姆托于2022年1月1日时的人口数量为198人。